# Liga LEB 2005-2006
La Liga LEB 2005-2006 è stata la 50ª edizione della seconda divisione spagnola di pallacanestro maschile (la 10ª con il nome di Liga LEB).

## Squadre partecipanti
- La Bruesa GBC, acquista il titolo dalla CB Ciudad de Algeciras

| Squadra                   | Città                      | Regione             |
| ------------------------- | -------------------------- | ------------------- |
| Drac Inca                 | Inca                       | Baleari             |
| Bruesa GBC                | San Sebastián              | Paesi Baschi        |
| Alerta Cantabria          | Santander                  | Cantabria           |
| UB La Palma               | Santa Cruz de la Palma     | Canarie             |
| Ciudad de Huelva          | Huelva                     | Andalusia           |
| Melilla                   | Melilla                    | Melilla             |
| CAI Zaragoza              | Saragozza                  | Aragona             |
| Polaris World Murcia      | Murcia                     | Murcia              |
| CB L'Hospitalet           | L'Hospitalet de Llobregat  | Catalogna           |
| Palma Aqua Magica         | Alcúdia                    | Baleari             |
| Plasencia Galco           | Plasencia                  | Estremadura         |
| Ifach Calpe               | Calp                       | Comunità Valenciana |
| Villa de Los Barrios      | Los Barrios                | Andalusia           |
| CB Tarragona              | Tarragona                  | Catalogna           |
| Tenerife Rural            | San Cristóbal de La Laguna | Canarie             |
| León Caja España          | León                       | Castiglia e León    |
| Plus Pujol Lleida         | Lleida                     | Catalogna           |
| Calefacciones Farho Gijón | Gijón                      | Asturie             |

## Classifica finale
| #  | Teams                     | P  | V  | P  | PF   | PS   | Qualificate   |
| -- | ------------------------- | -- | -- | -- | ---- | ---- | ------------- |
| 1  | León Caja España          | 34 | 26 | 8  | 2510 | 2345 | Playoff       |
| 2  | CAI Zaragoza              | 34 | 25 | 9  | 2701 | 2524 | Playoff       |
| 3  | Polaris World Murcia      | 34 | 22 | 12 | 2643 | 2482 | Playoff       |
| 4  | Drac Inca                 | 34 | 21 | 13 | 2667 | 2558 | Playoff       |
| 5  | Bruesa GBC                | 34 | 19 | 15 | 2624 | 2501 | Playoff       |
| 6  | CB L'Hospitalet           | 34 | 17 | 17 | 2667 | 2607 | Playoff       |
| 7  | CB Tarragona              | 34 | 17 | 17 | 2494 | 2534 | Playoff       |
| 8  | Palma Aqua Magica         | 34 | 17 | 17 | 2415 | 2365 | Playoff       |
| 9  | Alerta Cantabria          | 34 | 17 | 17 | 2544 | 2508 |               |
| 10 | UB La Palma               | 34 | 16 | 18 | 2443 | 2469 |               |
| 11 | Villa de Los Barrios      | 34 | 16 | 18 | 2603 | 2665 |               |
| 12 | Calefacciones Farho Gijón | 34 | 15 | 19 | 2547 | 2645 |               |
| 13 | Tenerife Rural            | 34 | 15 | 19 | 2501 | 2554 |               |
| 14 | Plus Pujol Lleida         | 34 | 14 | 20 | 2385 | 2454 |               |
| 15 | Melilla                   | 34 | 14 | 20 | 2324 | 2481 |               |
| 16 | Ciudad de Huelva          | 34 | 13 | 21 | 2544 | 2640 | Playout       |
| 17 | Ifach Calpe               | 34 | 11 | 23 | 2541 | 2663 | Playout       |
| 18 | Plasencia Galco           | 34 | 11 | 23 | 2384 | 2542 | Retrocessione |

## LEB Playoffs
I vincitori delle semifinali vengono promosse direttamente in Liga ACB.
|  | Quarti di finale | Quarti di finale  | Quarti di finale     |                      |                      | Semifinali       | Semifinali | Semifinali |  |  | Finale | Finale     | Finale |
|  |                  |                   |                      |                      |                      |                  |            |            |  |  |        |            |        |
|  | 1                | León Caja España  | 3                    |                      |                      |                  |            |            |  |  |        |            |        |
|  | 8                | Palma Aqua Magica | 0                    |                      |                      |                  |            |            |  |  |        |            |        |
|  | 8                | Palma Aqua Magica | 0                    |                      | 1                    | León Caja España | 0          |            |  |  |        |            |        |
|  |                  |                   |                      |                      | 1                    | León Caja España | 0          |            |  |  |        |            |        |
|  |                  | 5                 | Bruesa GBC           | 3                    |                      |                  |            |            |  |  |        |            |        |
|  | 4                | 5                 | Bruesa GBC           | 3                    | Drac Inca            | 0                |            |            |  |  |        |            |        |
|  | 4                |                   |                      |                      | Drac Inca            | 0                |            |            |  |  |        |            |        |
|  | 5                | Bruesa GBC        | 3                    |                      |                      |                  |            |            |  |  |        |            |        |
|  |                  |                   |                      |                      |                      |                  |            |            |  |  | 5      | Bruesa GBC | 92     |
|  |                  |                   | 3                    | Polaris World Murcia | 86                   |                  |            |            |  |  |        |            |        |
|  | 2                | CAI Zaragoza      | 3                    |                      |                      |                  |            |            |  |  |        |            |        |
|  | 7                | CB Tarragona      | 0                    |                      |                      |                  |            |            |  |  |        |            |        |
|  | 7                | CB Tarragona      | 0                    |                      | 2                    | CAI Zaragoza     | 2          |            |  |  |        |            |        |
|  |                  |                   |                      |                      | 2                    | CAI Zaragoza     | 2          |            |  |  |        |            |        |
|  |                  | 3                 | Polaris World Murcia | 3                    |                      |                  |            |            |  |  |        |            |        |
|  | 3                | 3                 | Polaris World Murcia | 3                    | Polaris World Murcia | 3                |            |            |  |  |        |            |        |
|  | 3                |                   |                      |                      | Polaris World Murcia | 3                |            |            |  |  |        |            |        |
|  | 6                | CB L'Hospitalet   | 0                    |                      |                      |                  |            |            |  |  |        |            |        |

## Playout
La perdente retrocede in LEB Plata.
| Squadra 1        | Risultato | Squadra 2   |
| ---------------- | --------- | ----------- |
| Ciudad de Huelva | 3 - 0     | Ifach Calpe |

## Verdetti
- Promozioni in Liga ACB: Bruesa GBC e Polaris World Murcia
- Retrocessioni in LEB Plata: Plasencia Galco e Ifach Calpe